# Mortal Kombat (trilha sonora de 2021)
Mortal Kombat (Original Motion Picture Soundtrack) é o álbum de partituras do filme Mortal Kombat de 2021, baseado na franquia de videogame de mesmo nome e uma reinicialização da série de filmes. Composta por Benjamin Wallfisch, o álbum de 24 faixas foi lançado em 16 de abril de 2021 pela WaterTower Music e é liderado por dois singles: "Techno Syndrome 2021" uma faixa experimentada da música tema homônima que apareceu na trilha sonora da série de videogames por The Immortals foi lançado em 9 de abril e "I Am Scorpion", tema do personagem Hanzo Hasashi/Scorpion foi lançado em 15 de abril, antes do álbum.
Wallfisch foi contratado no início de 2020 durante a pré-produção do filme, mas a composição e gravação da trilha sonora do filme ocorreram por mais de um ano devido às restrições da pandemia de COVID-19, já que cada membro da orquestra teve que gravar individualmente. Ao marcar o filme, ele sentiu que estava muito ciente da responsabilidade que vem com "compor uma franquia que está profundamente enraizada na cultura pop e com uma base de fãs tão apaixonada". A música recebeu críticas geralmente positivas.

## Desenvolvimento
O diretor do filme, Simon McQuoid, se encontrou com Wallfisch no início da pré-produção, mesmo antes de seu envolvimento ser confirmado em março de 2021, que ele descreveu como uma "conexão instantânea", acrescentando que "a música em Mortal Kombat é uma grande parte disso" ao usar os temas preexistentes da série de videogames. Isso incluiu o tema "Techno Syndrome" composto pelo grupo belga de música eletrônica The Immortals. Wallfisch queria experimentar a faixa antes mesmo de fazer a trilha para o filme, para que pudesse reinventar o material principal como uma peça orquestral. Ele escreveu de três a quatro notas da melodia e alguns riffs da faixa original, enquanto adicionava formas criativas de brincar com o andamento e as harmonias.
Reinventar a faixa-título foi "uma grande oportunidade de abraçar a icônica base de fãs", segundo Wallfisch, que acrescentou ter muita responsabilidade para isso. Ele tocou uma demo da faixa para McQuoid, que a chamou de "incrível" e sentiu que "essa música tornou minha vida muito mais fácil. Ao conversar com os atores, não precisei fazer tanto esforço porque tinha essa música para eles e eles sabiam exatamente que tipo de filme estávamos fazendo." A faixa foi mixada e masterizada por Tom Norris, que fez o mesmo para o restante da partitura. Wallfisch disse que "[Norris] trouxe uma força e energia inacreditáveis para a faixa e foi uma grande honra trabalhar com ele".
A fim de manter a nostalgia que os fãs associam à série, Wallfisch manteve os temas centrais na vanguarda das composições, ao mesmo tempo em que distinguiu o filme como uma peça contemporânea própria. Por isso, tentou usar tons diferentes e experimentou a música, para replicar a energia e a intensidade das sequências de ação "vanguarda" e distingui-las com os personagens e a história, o que levou Wallfisch a chamá-la de "as coisas mais desafiadoras que ele já fez". Como seus empreendimentos anteriores, o gênero musical EDM inspirou na trilha sonora do filme.
Apesar de estar comprometido com o projeto antes mesmo do lançamento, a gravação da trilha sonora do filme teve que ser adiada devido ao bloqueio da pandemia de COVID-19; Wallfisch teve que reestruturar completamente o processo de gravação, pois estava acostumado a trabalhar com grandes orquestras. Wallfisch admitiu que a partitura foi escrita em grande escala para um som sinfônico que exige uma orquestra de 100 instrumentos e um enorme coro. O álbum foi gravado no Studio 301 em Sydney e por causa das restrições da pandemia, ele só podia ter de 35 a 40 músicos na sala ao mesmo tempo, portanto, ele teve que construir a partitura em pequenos pedaços e colocá-la em camadas. Sem a experiência de gravação ao vivo, ele e sua equipe sentiram mais dificuldade em "captar a energia e a coordenação de tocar em uma sala junto com todos", resultando na partitura a ser gravada por mais de um ano, em comparação com seus outros filmes, onde poderia terminá-lo com seis semanas.

## Alinhamento de faixas
| N.º            | Título                  | Duração |  |
| 1.             | "Techno Syndrome 2021"  | 3:06    |  |
| 2.             | "Hanzo Hasashi"         | 7:14    |  |
| 3.             | "Lord Raiden"           | 2:24    |  |
| 4.             | "Bi-Han"                | 2:42    |  |
| 5.             | "Shang Tsung"           | 1:37    |  |
| 6.             | "Cole Young"            | 1:41    |  |
| 7.             | "Birthmark"             | 2:47    |  |
| 8.             | "Sonya Blade"           | 4:23    |  |
| 9.             | "Kano v Reptile"        | 2:59    |  |
| 10.            | "Liu Kang"              | 5:59    |  |
| 11.            | "The Great Protector"   | 2:28    |  |
| 12.            | "Sub-Zero"              | 3:01    |  |
| 13.            | "Kung Lao"              | 3:13    |  |
| 14.            | "Origins"               | 3:08    |  |
| 15.            | "Kabal"                 | 2:59    |  |
| 16.            | "Goro"                  | 2:57    |  |
| 17.            | "Arcana"                | 3:58    |  |
| 18.            | "Jax Briggs"            | 2:34    |  |
| 19.            | "The Void"              | 4:12    |  |
| 20.            | "The Tournament"        | 5:00    |  |
| 21.            | "Sub-Zero v Cole Young" | 1:18    |  |
| 22.            | "I Am Scorpion"         | 3:15    |  |
| 23.            | "We Fight as One"       | 2:49    |  |
| 24.            | "Get Over Here"         | 3:56    |  |
| Duração total: | Duração total:          | 79:40   |  |

## Recepção critica
Zanobard Reviews deu 6/10 à pontuação e "uma pontuação decentemente composta (certamente em termos de estilo)... mas não particularmente memorável". O Film Music Central comentou que a música de Mortal Kombat é "muita ação, mas também momentos mais do que suficientes de calma e relativa quietude, embora seja mais frequentemente do tipo "calma antes da tempestade". Há uma quantidade impressionante de equilíbrio acontecendo entre os dois extremos de alto e baixo."
Jonathan Broxton escreveu "Benjamin Wallfisch escreveu uma partitura que existe dentro dos parâmetros musicais estabelecidos do jogo e do gênero – algo que ele teve que fazer – e abraça totalmente o aspecto eletrônico/EDM disso. Ele então se esforça para combinar isso com a composição para orquestra e coro que é muito mais sofisticada do que deveria ser, ao mesmo tempo em que incorpora várias ideias temáticas recorrentes reconhecíveis [...] Embora certamente existam partes de Mortal Kombat que irão desafiar, irritar, ou talvez até mesmo perturbar os ouvintes que estão mais sintonizados com a escrita orquestral mais direta, há muito disso para ser realmente divertido." O crítico do Empire, Amon Warmann, chamou-a de "trilha sonora inteligente e enérgica" que nos dá "um dos melhores momentos musicais do ano na espera do momento perfeito para liberar as icônicas notas de abertura de 'Techno Syndrome' fala muito sobre o respeito Mortal Kombat 2021 tem para seu público." Blake Goble do Consequence chamou-a de "partitura intensamente sônica".
Filmtracks.com escreveu "Os colecionadores de música de filme descobrirão que as faixas de luta em Mortal Kombat estão insuportavelmente ligadas a um som techno/eletrônico em desacordo com a metade orquestral da trilha sonora, mas Wallfisch fez o melhor que qualquer um poderia fazer ao fundir esses sons díspares em um todo funcional. Os momentos de fantasia sinfônica rivalizarão com Shazam!, e o lirismo de alguns dos temas dos personagens é sublime. O mais importante, no entanto, é a contínua qualidade de gravação do compositor, suas mixagens vibrantes e permitindo uma distribuição fantástica entre cada camada. O álbum é uma perspectiva desafiadora para qualquer público devido à dupla personalidade da partitura, mas há inteligência nesta música que vai muito além da sujeira sem sentido que a maioria dos compositores teria jogado nos cineastas desse conceito." 

## Equipe e colaboradores
Créditos adaptados do AllMusic.
| - Benjamin Wallfisch — compositor, mixagem, produtor - Kim Baum — executivo responsável pela música - Craig Beckett — engenheiro - Elaine Beckett — coordenadora de pontuação - Clifford Bradley — preparação musical - Silvio Buchmeier — orquestração - Matthew Chin — preparação musical - Reuben Cohen — masterização - Kaitlyn Delle Donne — assistência técnica - Karen Elliott — coordenadora de pontuação - Matan Franco — preparação musical - Jared Fry — preparação musical, programação - Jeff Gartenbaum — assistência técnica - Christopher Gordon — maestro - Kim Green — autorização musical - Jared Haschek — preparação musical - Oliver Jean Jacques — compositor - Alison Johnston — mestre do coro - Brett Kelly — maestro - Minh Khuat — assistente do compositor - David Krystal — orquestração | - Jon Kull — orquestração - Gavin Lurssen — masterização - Rose Mackenzie-Peterson — ferramentas profissionais - Loclan Mackenzie-Spencer — preparação musical - Evan McHugh — mixagem - Liam Moses — ferramentas profissionais - Tom Norris — masterização, mixagem - Jen O'Malley — coordenação da trilha sonora - Alexander Palmer — preparação musical - Alfredo Pasquel — assistência técnica - Tim Ryan — edição - Ariane Sallis — preparação musical - Katrina Schiller — edição - Elizabeth Scott — mestre do coro - Erin Scully — executiva responsável pela música - Scott Smith — mixagem - Sandeep Sriram — direção de arte, produtor - Ari Taitz — negócios musicais - João F.X. Walsh — assuntos de negócios musicais - Jessica Wells — preparação musical |

## Histórico de lançamento
| Região | Data                | Formato                    | Gravadora  | Ref.          |
| ------ | ------------------- | -------------------------- | ---------- | ------------- |
| Várias | 16 de abril de 2021 | download digital streaming | WaterTower | [ 16 ] [ 17 ] |